# 1528
Il 1528 (MDXXVIII in numeri romani) è un anno bisestile del XVI secolo.

## Eventi
- Nascita dei "Fratres Minores De Vita Heremitica", comunemente detti Cappuccini.
- Paracelso perde il posto come insegnante a causa dei suoi metodi anticonvenzionali.
- 14 aprile – Pánfilo de Narváez, insieme a 400 volontari spagnoli, sbarca nei pressi della Tampa Bay (Florida) per fondarvi una colonia.
- 22 settembre – La colonia di Narváez ha breve vita, dato che non viene trovato oro nelle vicinanze. I 400 coloni decidono dunque di abbandonare l'insediamento in Florida e di dirigersi verso il Messico. Durante il viaggio una burrasca colpisce la flotta: soltanto due persone sopravviveranno.

## Nati

### Febbraio
- 1º febbraio - Francesco Calcagno, francescano italiano († 1550)
- 10 febbraio - Babullah di Ternate, sultano indonesiano († 1583)
- 29 febbraio - Alberto V di Baviera, nobile tedesco († 1579)
- 29 febbraio - Domingo Báñez, religioso e teologo spagnolo († 1604)

### Marzo
- 10 marzo - Akechi Mitsuhide, generale giapponese († 1582)
- 25 marzo - Jakob Andreae, teologo tedesco († 1590)
- 30 marzo - Matteo Priuli, vescovo cattolico italiano († 1595)

### Giugno
- 21 giugno - Maria di Spagna († 1603)
- 27 giugno - Gillis Mostaert, pittore fiammingo († 1598)
- 29 giugno - Giulio di Brunswick-Lüneburg, vescovo cattolico tedesco († 1589)
- 30 giugno - Giovan Battista Cini, commediografo e scrittore italiano († 1586)

### Luglio
- 7 luglio - Anna d'Asburgo, nobile austriaca († 1590)
- 8 luglio - Emanuele Filiberto di Savoia, sovrano e generale italiano († 1580)

### Agosto
- 10 agosto - Eric II di Brunswick-Calenberg, nobile tedesco († 1584)
- 25 agosto - Luis de Zúñiga y Requesens, militare, diplomatico e politico spagnolo († 1576)

### Settembre
- 9 settembre - Federico Gonzaga, nobile italiano († 1570)
- 27 settembre - Papirio Picedi, vescovo cattolico e diplomatico italiano († 1614)

### Ottobre
- 4 ottobre - Francisco Guerrero, compositore spagnolo († 1599)

### Novembre
- 2 novembre - Petrus Lotichius Secundus, umanista e poeta tedesco († 1560)
- 12 novembre - Qi Jiguang, generale e scrittore cinese († 1588)
- 16 novembre - Giovanna III di Navarra, regina († 1572)
- 29 novembre - Anthony Browne, I visconte Montagu, nobile e politico inglese († 1592)

### Senza giorno specificato
- Diogo Andrada de Paiva, teologo portoghese († 1575)
- Matteo Antegnati, scultore italiano
- Francesco Barberini, mercante italiano († 1600)
- Rémy Belleau, poeta francese († 1577)
- Paolo Boi, scacchista italiano († 1598)
- Jean-Jacques Boissard, antiquario, poeta e storico francese († 1602)
- Theodor de Bry, editore, tipografo e incisore belga († 1598)
- Jerónimo Luis de Cabrera, militare, esploratore e condottiero spagnolo († 1574)
- Paolo Veronese, pittore italiano († 1588)
- Elizabeth Cooke, poetessa, scrittrice e nobile inglese († 1609)
- António Ferreira, poeta e drammaturgo portoghese († 1569)
- Pedro da Fonseca, filosofo e teologo portoghese († 1599)
- Juan de Garay, esploratore spagnolo († 1583)
- Bernardino India, pittore italiano († 1590)
- Kitabatake Tomonori, militare giapponese († 1576)
- Andrej Michajlovič Kurbskij, militare russo († 1583)
- Marsilio Landriani, vescovo cattolico italiano († 1609)
- Mordecai Maisel, politico e filantropo ceco († 1601)
- Sempronio II Malatesta, condottiero italiano († 1623)
- Francesco Morandi, architetto italiano († 1603)
- Pedro Mariño de Lobera, storico e esploratore spagnolo († 1594)
- Miyabe Keijun, militare giapponese († 1599)
- Nicolò Morlupino, poeta italiano († 1570)
- Gian Paolo Pace, pittore italiano († 1560)
- Thomas Percy, VII conte di Northumberland, conte britannico († 1572)
- John Perrot, nobile britannico († 1592)
- Heitor Pinto, scrittore e presbitero portoghese († 1584)
- Sakuma Nobumori, militare giapponese († 1582)
- Edward Seymour di Berry Pomeroy, nobile inglese († 1593)
- George Talbot, VI conte di Shrewsbury, politico inglese († 1590)
- Thomas Whythorne, compositore inglese († 1595)
- Francesco della Sega,  italiano († 1565)
- Costantino di Braganza, nobile († 1575)
- Catharina van Hemessen, pittrice fiamminga

## Morti

### Gennaio
- 8 gennaio - Francesco Armellini Pantalassi de' Medici, cardinale italiano (n. 1469)
- 23 gennaio - Erhard Ratdolt, tipografo tedesco (n. 1442)
- 28 gennaio - Filippo di Kleve-Ravenstein, nobile e militare francese (n. 1459)

### Febbraio
- 6 febbraio - Agnolo Cesi, militare e mecenate italiano (n. 1450)
- 14 febbraio - Edzardo I della Frisia orientale, conte (n. 1461)
- 15 febbraio - Giovanni Battista Boiardo, nobile (n. 1503)

### Marzo
- 2 marzo - Antonio Alamanni, poeta italiano (n. 1464)
- 10 marzo - Balthasar Hubmaier, teologo tedesco (n. 1480)
- 13 marzo - Vespasiano Colonna, condottiero italiano
- 23 marzo - Cristoforo Numai da Forlì, cardinale e vescovo cattolico italiano
- 24 marzo - Andrea Marone, umanista e poeta italiano

### Aprile
- 1º aprile - Francisco de Peñalosa, compositore spagnolo
- 6 aprile - Albrecht Dürer, pittore, incisore e matematico tedesco (n. 1471)
- 18 aprile - Antonio II Martinengo di Padernello, militare italiano (n. 1494)
- 22 aprile - Andrea Foscolo, politico, diplomatico e militare italiano (n. 1450)
- 28 aprile - Hugo de Moncada, nobile, politico e militare spagnolo (n. 1476)

### Maggio
- 3 maggio - Clarice de' Medici (n. 1489)
- 4 maggio - Bernard Strigel, pittore tedesco (n. 1461)
- 21 maggio - Emilia Pio di Savoia, nobildonna italiana
- 22 maggio - Orazio Baglioni, nobile e condottiero italiano (n. 1493)

### Giugno
- 3 giugno - Gülruh Hatun
- 10 giugno - Paride Grassi, vescovo cattolico e teologo italiano
- 27 giugno - Antonio Carafa della Stadera, I principe di Stigliano, nobile e politico italiano

### Luglio
- 3 luglio - Floriano Ferramola, pittore italiano
- 5 luglio - Juan de Aragón, politico spagnolo (n. 1457)
- 20 luglio - Giovanni Candido, storico e giurista italiano
- 24 luglio - Belisario Acquaviva, condottiero italiano (n. 1464)

### Agosto
- 13 agosto - Michelangelo Brandini, orafo italiano (n. 1459)
- 15 agosto - Odet de Foix, generale francese
- 20 agosto - Georg von Frundsberg, condottiero tedesco (n. 1473)
- 23 agosto - Luigi di Lorena, vescovo cattolico e militare francese (n. 1500)
- 28 agosto - Pietro Navarro, condottiero spagnolo
- 31 agosto - Matthias Grünewald, pittore tedesco

### Settembre
- 12 settembre - Antoniotto Adorno, doge (n. 1479)
- 17 settembre - Íñigo Fernández de Velasco, II duca di Frías, nobile spagnolo (n. 1462)
- 19 settembre - Carlo di Navarra, principe (n. 1510)
- 28 settembre - Adolf Clarenbach, religioso tedesco (n. 1497)

### Ottobre
- 5 ottobre - Richard Foxe, vescovo cattolico britannico
- 18 ottobre - Michele Antonio di Saluzzo, generale italiano (n. 1495)
- 21 ottobre - Giovanni di Schwarzenberg-Hohenlandsberg, nobile tedesco (n. 1463)
- 21 ottobre - Andrea Torresano, tipografo e editore italiano (n. 1451)

### Dicembre
- 7 dicembre - Margherita di Sassonia, principessa sassone (n. 1469)
- 13 dicembre - Casimiro II di Teschen, duca (n. 1448)

### Senza giorno specificato
- Agnolo di Polo, scultore italiano (n. 1470)
- Alesso di Benozzo, pittore italiano (n. 1473)
- Ravidas, poeta e mistico indiano
- Maturino da Firenze, pittore italiano (n. 1490)
- Onorato III Caetani, nobile italiano
- Paolo Casotti, imprenditore italiano
- Pier Jacopo Alari Bonacolsi, scultore e orafo italiano (n. 1460)
- Alessandro Araldi, pittore italiano
- Jean d'Auton, religioso, scrittore e poeta francese (n. 1466)
- Antonio Maria Avogadro, politico e militare italiano (n. 1500)
- Alessio Beccaguto, militare e ingegnere italiano
- Jan de Beer, pittore fiammingo
- Violante Bentivoglio, Signora di Rimini, nobile italiano (n. 1475)
- Boabdil di Granada, sultano (n. 1459)
- Bonino de Boninis, editore e tipografo dalmata (n. 1454)
- Nicolò Burzio, teorico musicale italiano
- Domenico Capriolo, pittore italiano (n. 1494)
- Cesare Fieramosca, condottiero italiano
- Francesca Fieschi, nobile italiana
- Francesco Fortunati, religioso italiano
- Pietro Andrea Gambari, giurista e presbitero italiano (n. 1480)
- Pirro Gonzaga, condottiero italiano (n. 1499)
- Eusebio de Granito, vescovo cattolico italiano
- Isidoro Isolani, teologo italiano
- Rinaldo Jacovetti, pittore, scultore e architetto italiano (n. 1475)
- Lelio Manfredi, umanista e scrittore italiano
- Bernardino Mantegna, pittore italiano (n. 1490)
- Sebastiano da Lugano, architetto e scultore svizzero
- Pietro Antonio Mattei, nobile, imprenditore e politico italiano
- Ludovico Mazzolino, pittore italiano
- Leonardo de' Medici, vescovo cattolico italiano
- Sperandio Miglioli, scultore e medaglista italiano
- Giovanni Minello, scultore italiano
- Pánfilo de Narváez, esploratore spagnolo (n. 1470)
- Giovanna Orsini, nobile italiana
- Jacopo Palma il Vecchio, pittore italiano
- Giovan Francesco Penni, pittore italiano (n. 1488)
- Andrea Previtali, pittore italiano
- Giovanni Antonio Requesta, pittore italiano (n. 1481)
- Pier Francesco Sacchi, pittore italiano (n. 1485)
- Gonzalo de Sandoval, esploratore spagnolo (n. 1497)
- Lo Spagna, pittore spagnolo
- Bernardino Speroni, medico italiano
- Stanislaw Stoss, scultore polacco (n. 1478)
- Ambrogio Talento, vescovo cattolico italiano
- Bartolomeo Bergamasco, scultore italiano
- Antonio Tironi, scultore e pittore italiano
- Tommaso Illirico, francescano italiano (n. 1484)
- Pietro Torrigiano, scultore e medaglista italiano (n. 1472)
- Paolo Camillo Trivulzio, I duca di Boiano, militare e nobile italiano
- Vitello Vitelli, condottiero e nobile italiano (n. 1480)
- Pregianni de Bidoux, ammiraglio francese (n. 1468)
- Bernardino delle Croci, orafo e scultore italiano

## Calendario
| Calendario 1528 | Calendario 1528 | Calendario 1528 | Calendario 1528 | Calendario 1528 | Calendario 1528 | Calendario 1528 | Calendario 1528 | Calendario 1528 | Calendario 1528 | Calendario 1528 | Calendario 1528 | Calendario 1528 | Calendario 1528 | Calendario 1528 | Calendario 1528 | Calendario 1528 | Calendario 1528 | Calendario 1528 | Calendario 1528 | Calendario 1528 | Calendario 1528 | Calendario 1528 | Calendario 1528 | Calendario 1528 | Calendario 1528 | Calendario 1528 | Calendario 1528 | Calendario 1528 | Calendario 1528 | Calendario 1528 | Calendario 1528 | Calendario 1528 |
| --------------- | --------------- | --------------- | --------------- | --------------- | --------------- | --------------- | --------------- | --------------- | --------------- | --------------- | --------------- | --------------- | --------------- | --------------- | --------------- | --------------- | --------------- | --------------- | --------------- | --------------- | --------------- | --------------- | --------------- | --------------- | --------------- | --------------- | --------------- | --------------- | --------------- | --------------- | --------------- | --------------- |
|                 | 1               | 2               | 3               | 4               | 5               | 6               | 7               | 8               | 9               | 10              | 11              | 12              | 13              | 14              | 15              | 16              | 17              | 18              | 19              | 20              | 21              | 22              | 23              | 24              | 25              | 26              | 27              | 28              | 29              | 30              | 31              |                 |
| Gennaio         | Me              | Gi              | Ve              | Sa              | Do              | Lu              | Ma              | Me              | Gi              | Ve              | Sa              | Do              | Lu              | Ma              | Me              | Gi              | Ve              | Sa              | Do              | Lu              | Ma              | Me              | Gi              | Ve              | Sa              | Do              | Lu              | Ma              | Me              | Gi              | Ve              |                 |
| Febbraio        | Sa              | Do              | Lu              | Ma              | Me              | Gi              | Ve              | Sa              | Do              | Lu              | Ma              | Me              | Gi              | Ve              | Sa              | Do              | Lu              | Ma              | Me              | Gi              | Ve              | Sa              | Do              | Lu              | Ma              | Me              | Gi              | Ve              | Sa              |                 |                 |                 |
| Marzo           | Do              | Lu              | Ma              | Me              | Gi              | Ve              | Sa              | Do              | Lu              | Ma              | Me              | Gi              | Ve              | Sa              | Do              | Lu              | Ma              | Me              | Gi              | Ve              | Sa              | Do              | Lu              | Ma              | Me              | Gi              | Ve              | Sa              | Do              | Lu              | Ma              |                 |
| Aprile          | Me              | Gi              | Ve              | Sa              | Do              | Lu              | Ma              | Me              | Gi              | Ve              | Sa              | Do              | Lu              | Ma              | Me              | Gi              | Ve              | Sa              | Do              | Lu              | Ma              | Me              | Gi              | Ve              | Sa              | Do              | Lu              | Ma              | Me              | Gi              |                 |                 |
| Maggio          | Ve              | Sa              | Do              | Lu              | Ma              | Me              | Gi              | Ve              | Sa              | Do              | Lu              | Ma              | Me              | Gi              | Ve              | Sa              | Do              | Lu              | Ma              | Me              | Gi              | Ve              | Sa              | Do              | Lu              | Ma              | Me              | Gi              | Ve              | Sa              | Do              |                 |
| Giugno          | Lu              | Ma              | Me              | Gi              | Ve              | Sa              | Do              | Lu              | Ma              | Me              | Gi              | Ve              | Sa              | Do              | Lu              | Ma              | Me              | Gi              | Ve              | Sa              | Do              | Lu              | Ma              | Me              | Gi              | Ve              | Sa              | Do              | Lu              | Ma              |                 |                 |
| Luglio          | Me              | Gi              | Ve              | Sa              | Do              | Lu              | Ma              | Me              | Gi              | Ve              | Sa              | Do              | Lu              | Ma              | Me              | Gi              | Ve              | Sa              | Do              | Lu              | Ma              | Me              | Gi              | Ve              | Sa              | Do              | Lu              | Ma              | Me              | Gi              | Ve              |                 |
| Agosto          | Sa              | Do              | Lu              | Ma              | Me              | Gi              | Ve              | Sa              | Do              | Lu              | Ma              | Me              | Gi              | Ve              | Sa              | Do              | Lu              | Ma              | Me              | Gi              | Ve              | Sa              | Do              | Lu              | Ma              | Me              | Gi              | Ve              | Sa              | Do              | Lu              |                 |
| Settembre       | Ma              | Me              | Gi              | Ve              | Sa              | Do              | Lu              | Ma              | Me              | Gi              | Ve              | Sa              | Do              | Lu              | Ma              | Me              | Gi              | Ve              | Sa              | Do              | Lu              | Ma              | Me              | Gi              | Ve              | Sa              | Do              | Lu              | Ma              | Me              |                 |                 |
| Ottobre         | Gi              | Ve              | Sa              | Do              | Lu              | Ma              | Me              | Gi              | Ve              | Sa              | Do              | Lu              | Ma              | Me              | Gi              | Ve              | Sa              | Do              | Lu              | Ma              | Me              | Gi              | Ve              | Sa              | Do              | Lu              | Ma              | Me              | Gi              | Ve              | Sa              |                 |
| Novembre        | Do              | Lu              | Ma              | Me              | Gi              | Ve              | Sa              | Do              | Lu              | Ma              | Me              | Gi              | Ve              | Sa              | Do              | Lu              | Ma              | Me              | Gi              | Ve              | Sa              | Do              | Lu              | Ma              | Me              | Gi              | Ve              | Sa              | Do              | Lu              |                 |                 |
| Dicembre        | Ma              | Me              | Gi              | Ve              | Sa              | Do              | Lu              | Ma              | Me              | Gi              | Ve              | Sa              | Do              | Lu              | Ma              | Me              | Gi              | Ve              | Sa              | Do              | Lu              | Ma              | Me              | Gi              | Ve              | Sa              | Do              | Lu              | Ma              | Me              | Gi              |                 |